# Kuta Lang Lang Baru
Kuta Lang Lang Baru is een bestuurslaag in het regentschap Aceh Tenggara van de provincie Atjeh, Indonesië. Kuta Lang Lang Baru telt 170 inwoners (volkstelling 2010).